# يحيى بن أيوب المقابري
أبو زكريا يحيى بن أيوب البغدادي العابد من رواة الحديث الثقات، ولد سنة 157 هـ، قال الحسين بن فهم: كان يحيى بن أيوب ثقة ورعًا مسلمًا، يقول بالسنة، ويعيب من يقول بقول جهم، أو بخلاف السنة. مات ليلة الأحد، 10 ربيع الأول سنة 234 هـ.

## روايته للحديث النبوي
- حدث عن : شريك القاضي، وإسماعيل بن جعفر، وعباد بن عباد، ومصعب بن سلام، وعبد الله بن وهب، وهشيم بن بشير، وخلف بن خليفة، وأمثالهم.[1][4][5]
- حدث عنه : مسلم، وأبو داود، وأبو زرعة، وابن أبي الدنيا، ومحمد بن وضاح القرطبي، والحسين بن فهم، وأبو بكر أحمد بن علي المروزي، وأبو يعلى الموصلي، وأحمد بن الحسن الصوفي الكبير، ومحمد بن إبراهيم السراج، وحامد بن شعيب البلخي، وأبو القاسم البغوي، وخلق كثير.[1][4]
- الجرح والتعديل: قال أحمد بن حنبل: هو رجل صالح، صاحب سكون ودعة. وقال علي بن المديني: صدوق. وقال أبو شعيب الحراني: كان من خيار عباد الله، سمعت منه. وقال الحسين بن فهم: كان يحيى بن أيوب ثقة ورعا مسلما، يقول بالسنة، ويعيب من يقول بقول جهم، أو بخلاف السنة.[1][4]